# 萬仲
萬仲（1515年—？），字彥和，號東岑，江西南昌府進賢縣九都人，民籍，明朝政治人物。

## 生平
嘉靖二十八年（1549年）己酉科江西鄉試第二十六名舉人。嘉靖二十九年（1550年）中式庚戌科會試第一百五十七名，二甲第三十八名進士。歷刑部主事、员外郎、郎中，升廣東兵備佥事，曾亲臨战阵，剿平劇寇，卒于官。

## 家族
曾祖萬仲熙；祖父萬孔武；父萬瑚。嫡母傅氏；繼母鄧氏；生母鄧氏。慈侍下。兄萬伯。弟萬儔。